# Musée Eugène Pesch

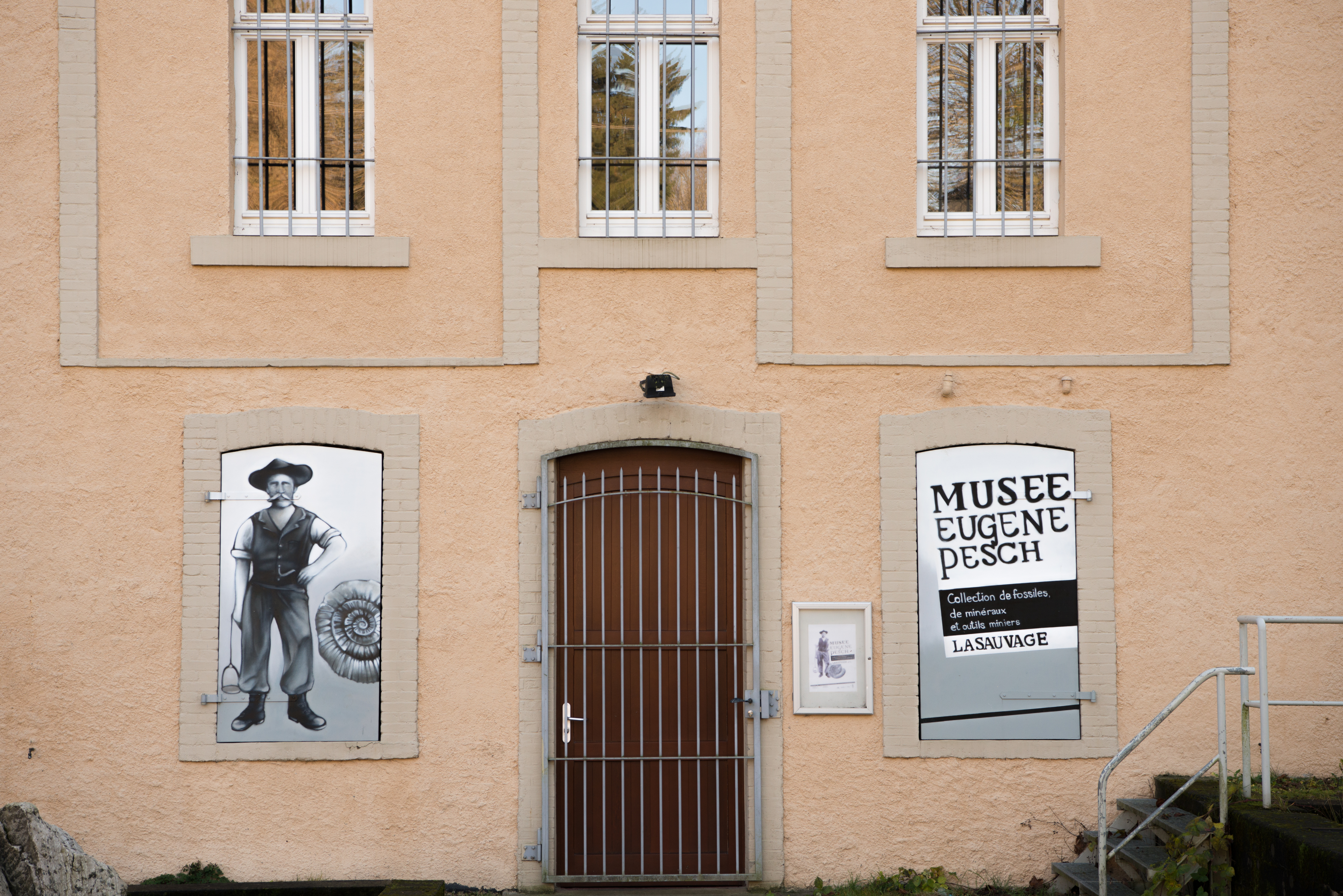
Museets fasad.

Musée Eugène-Pesch är ett mineral- och paleontologiskt museum i Lasauvage i kantonen Esch-sur-Alzette i Luxemburg. Det visar en samling av mineraler, fossiler och gruvutrustning.
Museet är baserat på en privat samling som tillhörde mineral- och fossilsamlaren Eugène Pesch (1908–1991). Han donerade 1979 samlingen till Differdange kommun. Ett museum öppnades i Centre Marcel-Noppeney i Oberkorn, vilket efter flyttning återinvigdes i Maison Depienne i Lasauvage 2007.